# 江夷
江 夷（こう い、384年 - 431年）は、東晋から南朝宋にかけての官僚。字は茂遠。本貫は済陽郡考城県。曾祖父は江統。祖父は江虨。父は江敳。

## 経歴
南徐州に召されて主簿となったが、就任しなかった。元興2年（403年）、桓玄が帝を称すると、江夷は豫章王文学となった。元興3年（404年）、劉裕が桓玄を討つべく起兵すると、江夷は劉裕に召されて鎮軍行参軍となった。まもなく大司馬琅邪王参軍事となったが、公務の失敗のために免官された。ほどなく再び主簿として召された。桓玄討伐の功績により南郡州陵県五等侯に封じられた。
孟昶の下で建威府司馬となり、中書侍郎に任じられた。中軍太尉従事中郎となり、征西大将軍劉道規の下で長史・南郡太守をつとめた。まもなく太尉諮議参軍に転じ、録事を兼ね、長史にうつった。入朝して侍中となり、劉裕の北伐に従軍して、洛陽の園陵に参拝し、潼関まで進軍した。凱旋すると、寧遠将軍・琅邪国内史・南徐州大中正を兼ねた。劉裕の命により大司馬府と琅邪国の事務を代行した。
南朝宋が建てられると、江夷は五兵尚書に任じられた。永初元年（420年）、劉裕が帝位につくと、江夷は度支尚書に転じた。義興郡太守として出向したが、病のために辞職した。まもなく吏部尚書に任じられ、呉郡太守となった。景平2年（424年）、営陽王劉義符が呉県で殺害されると、江夷は哀哭して礼を尽くした。また兄の病のために官を去ったが、丹陽尹として再起した。吏部尚書となり、散騎常侍の位を加えられた。元嘉6年（429年）、尚書右僕射となった。元嘉8年（431年）、湘州刺史に任じられ、散騎常侍の位を加えられた。赴任しないうちに、病のために死去した。享年は48。前将軍の位を追贈された。
子に江湛があった。

## 伝記資料
- 『宋書』巻53 列伝第13
- 『南史』巻36 列伝第26